# Себастьян, Хулия
Хулия Себастьян (исп. Julia Sebastián, род. 23 ноября 1993, Санта-Фе) — аргентинская пловчиха, призёр Панамериканских игр 2019 года. Член сборной Аргентины по плаванию. Участница летних Олимпийских игр 2016 года.

## Карьера
На Южноамериканских играх 2014 года Хулия стала победительницей на дистанции 100 метров брассом и завоевала серебряную медаль в комбинированной эстафете 4 по 100 метров. Пловчиха специализируется в брассе, является рекордсменкой Южной Америки на дистанции 200 метров, в коротком и длинном бассейнах. Кроме того, ей принадлежат национальные рекорды Аргентины на дистанции 100 метров вольным и комбинированным стилем.
В 2016 году она прошла квалификацию и получила приглашение о Международной федерации плавания на летние Олимпийские игры, которые проходили в Рио-де-Жанейро. На дистанции 200 метров брассом Хулия выбыла в предварительном заплыве.
На Панамериканских играх 2019 года, которые проходили в Лиме, аргентинская спортсменка сумела завоевать три медали разного достоинства. Она стала второй на дистанции 100 метров брассом, третьей на дистанции 200 метров брассом. В комбинированной эстафете 4 по 100 метров в составе аргентинской четвёрки также завоевала бронзовую медаль.
В сентябре 2020 года Хулия была приглашена на соревнования в нынешнюю команду Лос-Анджелеса Международной лиги плавания (ISL). В том же году она получила диплом за заслуги перед Konex Awards как одна из пяти лучших пловцов за последнее десятилетие в Аргентине.
Хулия Себастьян выполнила норматив на дистанции 100 и 200 метров брассом для участия в летних Олимпийских играх в Токио.